# 想いのこし
『想いのこし』（おもいのこし）は、2014年11月22日に公開された日本の映画である。
原作小説と同タイトルの『彼女との上手な別れ方』として撮影が開始されたが、映画は男女のラブストーリーより広い愛情を描いているとして現在のものに変更された。

## ストーリー
シングルマザーのユウコは、自身と同じポールダンサーのケイとルカの3人でルカの卒業公演を成功させた後、皆で送迎担当のジョニーの車に乗り込む。しかしその帰宅途中、不注意で車道に出てきた歩行者・ガジロウに接触した後、ジョニーの車が対向車に当たりユウコたち4人が命を落としてしまう。4人はこの世にそれぞれ未練を残して成仏できず幽霊となってしまい、数日後合同で執り行われた自分たちの葬儀を見届ける。後日母子家庭のユウコの一人息子・幸太郎は母の死を信じられずいつか帰ってくると思い、市役所の職員に“後見人がいる”と嘘を言って自宅で1人で暮らし続ける。
後日、幸太郎のことが気になったユウコは他の3人と共に自宅に行くと、奇跡的に助かり退院したばかりのガジロウが慰謝料目当てに現れる。ユウコたちは、ガジロウが幽霊である自分たちの存在を認識していることに気づき、彼に多額の貯金を譲ることを条件にやり残した夢に協力してもらうことに。結婚するはずだったルカは同郷の恋人と仮の結婚式を挙げ、野球部のマネジャーだったケイは所属する高校の引退試合を応援する。元消防士だったジョニーは偶然遭遇した火事を無事鎮火させるなど、ユウコ以外の3人はガジロウの協力を得てそれぞれに満足して成仏し目の前から姿を消していく。
4人の内最後の幽霊となったユウコだが、「幸太郎のことが心配で成仏できない。このまま息子のそばにいたい」と言い出しガジロウを困らせる。数日後幸太郎は、ユウコが亡くなってからガジロウと何度か会話する内に、ようやく母が死んだことを受け入れるようになる。後日施設に入ることを決めて引っ越しの準備をする幸太郎を見たユウコは、ガジロウに息子の施設への入所を託して安心したように成仏しガジロウの前から姿を消す。

## キャスト
本多ガジロウ
演 - 岡田将生
不真面目な若者。チャラチャラした軽薄な性格で楽して金を手に入れたいという、がめつい考えの持ち主。女ったらしで同時期に複数の女性に言い寄っている。時々依頼を受けた時だけダフ屋行為で稼ぎ、他の日は女遊びなど好き勝手に暮らしている。事故後、幽霊になったユウコたち4人と会話したり触ることができるようになる。
笠原ユウコ
演 - 広末涼子
ポールダンサー。夫に先立たれシングルマザーとして一人息子を育てている。ポールダンスでは派手でセクシーな衣装を着て、固定されたポールを使って踊る。意地っ張りな性格で普段から強気な態度で行動している。息子の幸太郎はしっかり者で感情をあまり出さないため、親子関係が上手く築けているか少々心配している。

### 幽霊たち
円山ルカ
演 - 木南晴夏
ユウコのポールダンサー仲間。結婚により冒頭で催される自身の卒業公演を最後にポールダンサーを引退する。小さい頃からウェディングドレスを着て教会で挙式をするのが夢。実家は北国で寒い地域にある(具体的な都道府県は不明)。感情豊かだが基本的にお喋り好きで騒々しい性格。
犬塚ケイ
演 - 松井愛莉
ユウコのポールダンサー仲間。高校3年生の17歳。家庭の事情で生活費を稼ぐため、昼間は高校に通いながら夜の仕事としてポールダンスの仕事をしている。高校では野球部のマネジャーをしており、キャプテンに片想いしている。素直な性格で恋愛に関しては真面目で、一つのことに一生懸命努力する人が好き。
明珍ジョニー（みょうちん）
演 - 鹿賀丈史
ユウコの仕事仲間。実直な性格で正義感があり防災意識が高い。ユウコたちダンサーを自身の車で送迎したり、ポールダンスショー時の音響を担当している。また、自身とルカとケイが貯めた数百万円単位のお金を自宅の金庫で管理している。前職は消防士で、退職後も路上の消火栓の場所を把握していたり、報・連・相(ほうれんそう)を実行している。

### その他の人たち
笠原幸太郎
演 - 巨勢竜也
ユウコの息子。小学5年生。子供ながらしっかり者で落ち着いた忍耐強い性格で少々大人びた言動をしている。ガジロウから「可愛げがないクソガキ」と評されている。好きなことは、高校野球観戦と生前ユウコとしていたボードゲームの人生ゲーム。ユウコのするポールダンスをいかがわしい仕事と勘違いしている。
たつお
演 - 高橋努
ルカの婚約者。ルカと同郷で親と暮らしている。ルカのことを非常に愛しており、事故から数日経ったが彼女が死んだことがまだ信じられない状態。ユウコから「ゴツくていい男」と評される。両親の反対を押し切り、亡くなったルカとの結婚式を挙げる。
店長
演 - 村杉蝉之介
ポールダンスレストランの経営者。普段はユウコたちポールダンサーたちの仕事の世話をしている。面倒見のいい性格で1人で暮らし始めた幸太郎の家に訪れて買ってきた弁当を届けたり、今後の生活に助言するなどしている。
かんだ
演 - 佐藤二朗
ジョニーの消防士時代の後輩で、川崎市の消防署で働く。消防車を運転する機関員を担当し、仲間とともに火災現場に向かって消火活動を行う。ジョニーのことを尊敬しており彼の真面目に仕事の取り組む姿勢を受け継ぎ日々の職務を遂行している。

## スタッフ
- 監督：平川雄一朗
- 脚本：岡本貴也、HARU
- 音楽：松谷卓
- 原作：岡本貴也「彼女との上手な別れ方」（小学館）
- 原案：原田知明、木村元子、岡本貴也
- 主題歌：HY「あなたを想う風」（ASSE!!Records/UNIVERSAL J）
- 特別協力：日本工学院専門学校、日本工学院八王子専門学校
- 制作協力：リアルプロダクツ
- 制作プロダクション：メディアミックス・ジャパン、オフィスクレッシェンド
- 配給：東映
- 製作：「想いのこし」製作委員会（東映、木下グループ、東映ビデオ、ホリプロ、アミューズ、BS朝日、ドリームプラス）